# Pseudothaumatomyia anomala
Pseudothaumatomyia anomala är en tvåvingeart som beskrevs av Spencer 1986. Pseudothaumatomyia anomala ingår i släktet Pseudothaumatomyia och familjen fritflugor. Inga underarter finns listade i Catalogue of Life.